# Blastocaulon prostratum
Blastocaulon prostratum là một loài thực vật có hoa trong họ Cỏ dùi trống. Loài này được (Körn.) Ruhland mô tả khoa học đầu tiên năm 1903.